# 陳雲海
陳雲海（英語：Chan Wan Hoi Henry，1972年7月16日—），人稱雲海，香港獨立傳媒、旅遊愛好者、設計從業員、靈異及外星人研究者、香港神秘學始祖。現為香港報章雜誌撰寫旅遊文章，已到過七十多個國家及中國二十多個省及自治區。而在不定期會出版靈異書籍，其文章多為親身到達現場再撰寫，甚至曾舉辦「探鬼團」，所以讀者、聽眾都像親身感受。不過，他於自己主持的最後一集《摩星嶺4號》中，說明自己不是主要研究靈異及外星人，而是推崇信息及資訊自由，研究及推動非主流文化。
雲海早於九十年代便已於各大電台擔任靈異節目的嘉賓，而他開始被廣大聽眾認識，要追溯至2000年代初，為「香港電台」節目《夜媽媽與夜爸爸》擔任固定環節「黑色星期一」的嘉賓主持，內容講述從羅茲威爾等外星人事件、神秘組織、宗教預言、以至各種陰謀論、都市傳聞等等涉及神秘學資訊（有關節目至今仍於網上流傳），再配合主持人-DJ 曾仕賢（Jason）開放幽默的主持風格，令節目風頭一時無倆，但亦因此招至港台某高層（雲海曾於網上節目「格羅茲尼」表示為當時的節目監製）的嫉妒，遂以種種藉口打擊Jason令其意興闌珊請辭，雲海出於義氣與Jason共進退辭任嘉賓。其後Jason得「商業電台」垂青招攬，並以Papajay之名於商台短暫開咪，與雲海再次合作製作一連十三集的特備節目《不明來歷》。
雲海於2005年9月至2007年11月間，擔任新浪網的網上電視《談談靈說說怪》的主持人，間中亦會於「商業電台」擔任節目《架勢堂》客席主持，其受歡迎程度，連主持人森美亦在節目中提過，因為雲海吸引大量的廣告商做廣告，所以要請他提早半小時開講以抒緩時間緊張。
商台更於2009年8月，專門為他開辦節目 --《摩星嶺4號》，雲海找來號稱是「加拿大森美」的阿祖（祖雲尼）與他拍檔擔任該節目的主持人，吸引大批神秘學愛好者收聽。可惜與阿祖主持未能擦出像與Jason或森美般的火花，期間不斷有聽眾批評節目離題及沉悶，更有很多人希望更換主持人阿祖，而一度與雲海要好的商台DJ當奴更曾向商台高層指其節目內容「無離喇廢」，及至2013年6月，雲海因不滿商台未有事先徵得其同意下刪剪其節目內容，遂一怒之下向商台請辭，更與當奴反目。
基於上述恩怨，雲海離開商台後至今絕跡傳統大氣廣播電台，他選擇繼續與阿祖合作，不定期於網上發佈自資錄製及主持的網台節目《格羅茲尼》。直至2016年6月12日，雲海於其個人臉書上留言表示：「人性真係恐怖到你唔信！自稱信主的人，有無睇聖經？！所有事都係躺開嘅墳墓！仲要隱瞞幾多？幾耐呢？濫藥、欺詐、邪淫、貪財……仲要背負眾多宗教職務！我唔明，無內疚感嘅咩？！無罪惡感嘅咩？！」，內容似有影射拍檔阿祖意思。及後雲海於《格羅茲尼》第三十四公里中，更明確的表示與阿祖關係已經破裂。
雲海在2017年11月19日於其官方面書中表示自己中風並留院中。

## 簡歷
- 1972年7月16日 - 出生於香港，是家中幼子，有兩位兄長（多次在不同節目提及過）。
- 1978年至1990年 - 就讀聖若瑟英文小學及聖若瑟英文中學在小時候就已對旅遊、靈異事物感興趣。
- 1990年至1992年 - 先後在文福道新法書院及灣仔船街聖迦利亞書院讀預科。
- 1992年至1994年 - 在樹仁學院（現升格為香港樹仁大學）社會社工系受教育（因不被選中讀社工系而退學）。
- 1994年至1995年 - 任社會福利員。
- 1995年 - 開始全職寫作及照顧患癌母親。
- 1995年 - 母親去世，退出已信仰十多年的基督教[3]。
- 1995年 - 在《新晚報》得到第一個專欄講述美國有趣故事。
- 1997年 - 跟香港飛碟學會會長方仲滿（Moon Fong）到北京出席中港台UFO研究會。導演馬偉豪將方仲滿及雲海拍成電影《戇星先生》。
- 1998年至今 - 為不同電台、電視台主持人，及出版靈異書籍。
- 1998年 - 與Moon及MIB到UFO聖地Area51及羅茲威爾。
- 1999年1月 - 辭去飛碟學會副會長職務及退會。
- 1999年 - 在Area 51及羅茲威爾拍攝的獨立短片《UFO》，得到獨立短片「佳作」名譽，在藝術中心播放。
- 1998年至2000年 - 任香港電台節目《華夫怕怕檔案》嘉賓主持。
- 1999年 - 任香港電台節目《冇大冇細》嘉賓主持。
- 1999年至2000年 - 任新城電台節目《恐怖熱線》嘉賓主持。
- 2000年 - 任iChannel i02 《靈點速遞》主持。
- 2000年 - 擔任有線電視節目《怪談》主持。
- 2000年10月 - 出版第一本書《02咖啡》。
- 2000年12月 - 出版第二本書《不死劫》。
- 2001年 - 任商業電台節目靈幻搜奇主持。
- 2001年6月13日 雲海連同7名香港人，發現位於伊朗北部邊境挪亞母親之墓地，成為全球首批到達該墓地的外國人。
- 2002年3月至2003年3月 - 於香港電台第二台晚間節目夜媽媽夜爸爸任嘉賓主持，主持星期一的環節黑色星期一。
- 2003年7月至10月 - 在商業二叱吒903任嘉賓主持Papajay士啤素之不明來歷。
- 2006年5月 - 在商業二台叱吒903主持電影達文西密碼特備節目密碼啟示錄（4集）。
- 2006年12月至2007年3月 - 在商業一雷霆881主持雲海遊記（14集）。
- 2008年4月至2009年4月 - 在Sina（新浪網）節目2X發掘（28集）。
- 2009年4月 - 開始靈異超短篇系列，復刻第一本書《02咖啡》，出版並增訂《靈異·咖啡》。
- 2009年7月 - 書展新搞作~羅玆威爾環保布袋。
- 2009年8月 - 開始在商業二台叱咤903主持《摩星嶺4號》。
- 2009年12月 - 復刻增訂香港異譚系列《九龍驚室》，並將其香港異譚系列易名為香江異談系列，《九龍驚室》易名為《九龍魅懼》。
- 2010年4月 - 繼續靈異超短篇系列，出版《靈異·紅茶》。同月，與朋友前往前南斯拉夫（塞爾維亞、黑山、科索沃和馬其頓）和阿爾巴尼亞遊玩。
- 2010年6月 - 繼續靈異超短篇系列，出版《靈異·香片》。
- 2010年10月 - 參加了長江三峽郵輪團。
- 2010年11月 - 到了塞浦路斯和土耳其旅遊。
- 2010年12月 - 繼續靈異超短篇系列，並把「02三合一系列」的三本書——《沿途魅驚》 、《旅遊魅驚》、《兇宅魅驚》部份內容抽出，出版《靈異·辣椒》。
- 2011年3月 - 繼續靈異超短篇系列，並把「02三合一系列」的三本書——《沿途魅驚》 、《旅遊魅驚》、《兇宅魅驚》部份內容抽出，以及復刻「My X Book」-《天安門盲點》，出版《靈異·杞子》。
- 2013年6月 - 辭去商業電台主持人職務。
- 2014年3月 - 任網上電台格羅兹尼主持。
- 2014年3月 - 出版專欄文章結集《靈異‧曲奇》。
- 2016年12月5日 - 出版抒情詩集《雲詩三百首》。
- 2017年11月19日 - 雲海在其面書表示自己中風並留院治療中。

## 現主持節目
- 網台時空咖啡館 timecoolfree

## 曾主持/參與節目

### 電視節目
- 亞洲電視
  - 主播天下（2008年3月27日）
- 有線電視
  - 怪談
- 無線電視
  - 靈異事件薄
  - 異靈靈異
  - 兄弟幫
  - 外星人之謎
  - 全民開講
  - My name is 邦
- now寬頻電視
  - cooking 媽嫲（now香港台）
  - 18/22（now 101台）
- ViuTV
  - 台灣72小時
- 澳廣視澳視生活台
  - 男兒talk至強

### 網上節目
- iChannel i02
  - 《靈點速遞》
- tom.com
  - 《V嘩鬼叫萬勝節》
- sina TV
  - 《談談靈說說怪》（Seasons 1 & 2）2005年9月20日-2007年9月27日（與 MEOOW主持）
  - 《２Ｘ發掘》（讀二乘/異城發掘）2008年4月24日-2008年10月30日（與MyRadio/OURRadio Rosa主持）
  - 《２Ｘ發掘的士啤SHOW》  2009年4月1日-2009年4月29日
  - 《靈異新聞報道》 2009年7月27日-2009年10月2日
  - 《靈異新聞透視》 2009年10月8日（與方仲滿小姐 Moon Fong 及MyRadio/OURRadio 紀陶主持）
  - 當玄學大師楊天命遇上談奇述異的專家雲海
- Yahoo!Screen
  - 榕樹頭四圍走
- Wazzup
  - 陰音濕濕 (Season 1 完）2008年9月15日-2009年10月8日
  - 陰音濕濕 - 112.1集＜陰一陰＞ & 112.2集＜濕一濕＞
  - 陰濕交流流 - 交流流Special 之 Wazzup 團年暨 "林佳佳，我們懷念你" 特輯!!（2010年2月11日）
  - 陰音濕濕Special 之陳雲X陳X雲（2010年3月24日）
- 中大校園電台
  - 遇烽雲 2017年6月13日，10月5日，10月31日（烽聲x雲海）

### 電台節目
- 香港電台
  - 《華夫怕怕檔案》嘉賓主持
  - 《冇大冇細》嘉賓主持
  - 《夜媽媽與夜爸爸》環節《黑色星期一》嘉賓主持
  - 《講東講西》
  - 《香港檔案X》 (嘉賓)
  - 《旅遊樂園》

- 新城電台
  - 《恐怖熱線》嘉賓主持
  - 《我愛祖國]]
  - 《娛樂旗艦店－恐怖日線》（由2009年3月23日開始不定期於該節目作嘉賓主持）

- 商業電台
  - 靈幻搜奇
  - Papajay Special(士啤素)之不明來歷 嘉賓主持 （2003年7月26日至10月25日逢星期六晚9-11時）
  - 電影達文西密碼特備節目密碼啟示錄 主持
  - 雲遊四海
  - 靈異愛好者
  - 返埋嚟903
  - 當奴代演
  - 架勢堂（2005年-2009年）
  - 林海峰是但噏發花癲（2005年8月25日）
  - 發現新大陸（2006年4月27日及28日）
  - 有誰共鳴（2006年8月30日）
  - 雲海遊記（2006年12月-2007年3月）
  - 是他也是你和我
  - 有耳喱民
  - 嘩嘩嘩打到嚟！
  - 銀河道士（2008年10月20日及21日）
  - AiShiTeRu（2008年6月14日）
  - Do人show（2008年8月14日）
  - 萬世巨星（2009年3月11日）
  - 叱咤叱叱咤
  - OT 任務王－遊雲野故
  - 香港幾咁好 為人民服務
  - 無聊齋
  - 精華遊花園（2009年4月1日）
  - 森美移動（2009年5月2日、2009年5月30日、2009年7月19日）
  - 美食殿堂（2009年7月20日）
  - 一八七二遊花園（2009年7月21日）（2009年9月3日）
  - 艾粒經典台
  - 一八七二六六六（2010年10月17日至22日）
  - 人人人（2011年1月16日）
  - 早霸王（2011年2月2日及7日）（2012年6月25日至29日）
  - 《摩星嶺4號》（2009年8月2日至2013年6月15日 逢星期六深夜（星期日凌晨）1時至3時）
  - 摩星嶺11號（2010年8月9日至13日，16日至20日日期間，10時至12時播放）
  - 《叱咤902》（星期一至五凌晨 12時50分時至1時播放）
  - 雲海科幻音樂劇場《十四萬四千》（2012年12月24日至28日深夜1時至2時）

- 其他
  - 感祖呀! Special!
  - 連環快柏「電橙(OMLIVE)」
  - 旅遊學會 (MyRadio) 2008-02-04  2008-01-28
  - 海琪的天空（2008年12月18日）
  - 旅遊學會
  - 讀書生活 「ourradio」（2009年8月6日）
  - 日本交流流の日本陰濕交流流#64,86
  - 茂仔有野講@青衣IVE校園廣播電台(ty1010)
  - 三藩市星島中文電台-灣區的夜空

## 著作
- 《02咖啡》（2000年10月）
- 《不死劫》（2000年12月）
- 《天安門盲點》（2001年4月）雲海用筆名「白日見」寫，稱之為「my X book」
- 《911世紀恐慌之末日解構》（2001年9月）
- 《13靈聲》 路芙、雲海著 （2010年8月書展出版）
- 《雲海CULT LOG [溝]日誌》（2012年8月）（《雲海．當奴．骷髏頭》Show前Show後心情）
- 《雲詩三百首》 抒情詩集（2016年12月5日）

#### 02三合一系列（路芙、雲海著）
- 《沿途魅驚》（2001年5月）
- 《旅遊魅驚》（2001年8月）
- 《凶宅魅驚》（2002年7月）

#### 香港異譚系列
- 《九龍驚室》（2002年3月）
- 《新界冥域》（2002年5月）
- 《港島魘地》（2002年7月）
- 《靈異經典》（2003年2月）
- 《靈點凶兆》（2003年5月）
- 《靈案重組》（2003年7月）
- 《校園傳魂》（2003年11月）
- 《古域傳魂》（2004年3月）
- 《江湖傳魂》（2004年7月）
- 《專業見鬼》（2004年9月）
- 《名人講鬼》（2004年12月）
- 《案件鬧鬼》（2005年7月）
- 《七十大異》（2006年7月）

「香港異譚」演變成「異城發掘系列」及「香江異談系列」

#### 異城發掘系列
- 《捌拾延異》（2008年7月書展出版）
- 《玖拾逆邪》（2009年7月書展出版）
- 《千禧魍魎》（2010年7月書展出版）

#### 香江異談系列
- 《九龍魅懼》（2009年12月18日出版）（《九龍驚室》復刻增訂本）
- 《新界魅懼》（不日出版）（《新界冥域》復刻增訂本）

#### 靈異竊聞系列
- 《魅來報告》（2002年8月）
- 《幽浮報告》（2002年11月）
- 《妖異報告》（2003年3月）

#### X檔案之旅系列
- 《錯體聖經之謎──尋找迷失的挪亞方舟》（2002年9月）
- 《末世預言之謎——尋找異象者的故鄉》（2003年6月）
- 《UFO檔案之謎——尋找外星人秘密基地》（2003年10月）
- 《神秘組織之謎——尋找保護約櫃聖團》（2004年5月）
- 《真假歷史之謎——尋找消失中的香格里拉》（2005年4月）
- 《隱形史實之謎——尋找東南亞隔世魔域》（2005年12月）

「X檔案之旅系列」演變成「無盡檔案系列」
- 《錯體聖經之謎》（2018年10月）
- 《真假歷史之謎》（2019年11月）

#### 時空/時光百子櫃系列（共有十二集）
- 《黑子太歲》（2007年7月18日，2019年7月由天馬文化復刻）
- 《末日茵陳》(2008年5月14日，2019年7月由天馬文化復刻）
- 《移鼠芥子》(不日出版）

#### 靈異系列
靈異三部曲:
- 《靈異咖啡》（2009年4月）（《02咖啡》復刻增訂版）
- 《靈異紅茶》（2010年4月）
- 《靈異香片》（2010年6月）

- 《靈異辣椒》（2010年12月）（復刻《沿途魅驚》、《兇宅魅驚》雲海篇）
- 《靈異杞子》（2011年4月）（復刻《天安門盲點》及《旅遊魅驚》雲海篇）

專欄文章結集:
- 《靈異野菊》（2012年6月）
- 《靈異月桂》（2012年10月）
- 《靈異雪梅》 （2013年5月）
- 《靈異曲奇》（2014年3月）
- 《靈異餃子》 （2017年6月）
- 《靈異燒賣》 （2018年5月）
- 《靈異薯片》 （2019年3月）

#### 散打系列
- 《外星散打 ──101篇UFO及外星人個案解密》 （2017年1月）
- 《間諜散打 ──101篇間諜特工個案解密》 （2018年7月）
- 《鬼故散打──50篇懸疑靈異個案解密》 （2020年7月）

#### 其他
- 《味覺回憶—成長中的人·情·味》 客串
- 《雲上旅程》（由2010年6月21日每日於太陽報副刊專欄）
- 《靈異共和國》（由2013年每周於東周刊專欄）
- 《雲海鍾情》（由2013年6月6日每期於100毛專欄）

## 外部連結
- 雲海網 (官方) （页面存档备份，存于）
- 時空咖啡館 (官方) （页面存档备份，存于）
- 陳雲海的Instagram帳戶
- 雲海 (官方微博)
- Sina Blog (第一個官方blog) （页面存档备份，存于）
- CG! blog (第二個官方blog)
- 雲海作品集